# Buthus mardochei
Espèce
Buthus mardochei est une espèce de scorpions de la famille des Buthidae.

## Distribution
Cette espèce est endémique du Maroc. Elle se rencontre d'Essaouira à Agadir.

## Description
La femelle holotype mesure 50 mm.
Buthus mardochei mesure de 50 à 65 mm.

## Étymologie
Cette espèce est nommée en l'honneur de Mardochée Aby Serour.

## Publication originale
- Simon, 1878 : « Études arachnologiques. 7° mémoire. XIII. Description de deux espèces de scorpions. » Annales de la Société entomologique de France, sér. 5, vol. 8, p. 158-160 (texte intégral).